# Сверкающая оса
Сверкающая оса (лат. Chrysis fulgida) — вид ос-блестянок рода Chrysis из подсемейства Chrysidinae.

## Распространение
Палеарктика. Европа, Центральная Азия, Китай и Дальний Восток России.

## Описание
Клептопаразиты ос: Symmorphus allobrogus, S. bifasciatus, S. crassicornis,S. murarius (род Symmorphus) и возможно на Ancistrocerus parietum (Vespidae). Посещают цветы Apiaceae. Период лёта: май — август. Встречаются на мёртвой древесине (ветви и стволы Populus, Salix, Betula, Quercus) в следующих открытых биотопах: окраины лесов, поляны, сады, древесные постройки. Длина — 7—12 мм. Ярко-окрашенные металлически блестящие осы. Грудь, первый тергит брюшка и голова тёмно-синие или фиолетово-синие, 2-й и 3-й тергиты брюшка золотисто-красные. Тело узкое, вытянутое.